# Crawl Key (Middle Keys)
Pour les articles homonymes, voir Crawl (homonymie) et Crawl Key (Lower Keys).
Crawl Key est une île des Keys, archipel des États-Unis d'Amérique situé dans l'océan Atlantique au sud de la péninsule de Floride. Elle est située dans les Middle Keys et relève administrativement du comté de Monroe.